# 菲利普·德·旺多姆
菲利普·德·波旁，旺多姆公爵（Philippe de Bourbon, duc de Vendôme，1655年8月23日—1727年1月24日），第四代旺多姆公爵，為馬耳他騎士團在法國的大團長，菲利普一生擔任各種指揮職位，擔任高級軍事職務。
菲利普是第二代旺多姆公爵路易二世之次子、第三代旺多姆公爵路易·約瑟夫的弟弟。他於1655年出生於巴黎，母親勞拉·曼奇尼（Laura Mancini）是奥林匹婭·曼奇尼（薩伏伊的歐根親王的母親）的姐姐。在他較早期參與的軍事行動中，有1669年對坎迪亞圍城戰，在那期間他與土耳其軍隊作戰。在圍城期間，他的叔叔博福爾公爵弗朗索瓦·德·旺多姆戰死。
菲利普後來擔任馬耳他大公國在法國的大團長（Grand Prior）職位，能夠勝任許多軍事命令，參加了包括弗勒呂斯戰役、斯滕凱爾克戰役、和馬爾薩利亞戰役在內等戰役。
在西班牙王位繼承戰爭中，菲利普曾短暫指揮過法國駐意大利的部隊。反對派的奧地利軍隊由薩沃伊親王歐根親王指揮，歐根親王的指揮能力比菲利普更熟練，所以他的兄長路易斯·約瑟夫以在卡薩諾戰役 (1705年)期間代替他指揮軍隊。隨後，他被降職為其兄長的下屬，並在法蘭德斯的進一步軍事行動中擔任這一職務。
兄長路易·約瑟夫死後，菲利普繼承了他的公爵頭銜（除了彭提維里公爵（Duke of Penthièvre），因該公爵爵位早於1696年賣給瑪麗·安妮·德·波旁）。 1727年，菲利普逝世及死後無嗣，因而旺多姆公爵爵位於他逝世後就斷絕了。